# Kathrin-Türks-Preis
Der Kathrin-Türks-Preis ist ein Preis für neue Jugendtheaterstücke von Autorinnen. Er ist benannt nach der ersten Intendantin des Theaters Burghofbühne Dinslaken, Kathrin Türks (1921–1983). Der im zweijährlichen Turnus ausgelobte Preis wurde 1986 zum ersten Mal vergeben und nach einer Unterbrechung 1994 im Jahr 2008 neu belebt.
Im Jahr 2012 beinhaltete der Preis ein Preisgeld von 7500 € sowie die Uraufführung des Stückes am Landestheater Burghofbühne Dinslaken in der folgenden Theatersaison. Das Preisgeld wurde von der Stadt Dinslaken, dem Förderverein Burghofbühne und der Sparkasse Dinslaken-Voerde-Hünxe gestiftet. Inzwischen beträgt es 5000 €.

## Preisträger
- 1986: Ingeborg Bayer
- 1988: Lilly Axster
- 1994 bis 2006 nicht vergeben
- 2008: Eva Rottmann
- 2010: Magdalena Grazewicz
- 2012: Anja Tuckermann
- 2014: Esther Becker für ihr Stück „Supertrumpf“.[1]
- 2016: Liv Heløe für ihr Stück „meet me“.[2]
- 2018: Lisa Danulat für ihr Stück „Die Kinder von Nothingtown“.[3]
- 2020: Uta Bierbaum für „GRRRLS“.[4]
- 2022: Nadja Wieser für ihr Stück „Eine Frau namens Olala. Oder: Schau mal, ich kann Spaghetti“.[5]
- 2024: Nora Mansmann für ihr Stück „arm sein“.[6]